# Avatar (film)
Az Avatar 2009-ben bemutatott, 3D-s amerikai sci-fi film James Cameron rendezésében. A film 237 millió dolláros azaz 54 033 815 528,39 Ft költségvetéssel készült.

## Rövid történet
Egy lebénult tengerészgyalogost a Pandora holdra küldenek egy különleges „öltözetben”, ahol a kapott parancsok és az egyre inkább otthonának érzett világ védelme között őrlődik

## Cselekmény
A 22. század közepén az emberek már képesek a csillagközi utazásra, ami megoldás a Föld problémáira. A hatalmas háborúk és az egyre szaporodó emberi faj ugyanis felemésztette a bolygó szinte minden készletét. Az emberek így elmennek az Alfa Centauri-rendszerbe, ahol felfedeznek egy lakható holdat, a Pandorát, melyen életre lelnek. A buja növényzet és a különös állatok mellett egy értelmes humanoid faj, a na'vik is élnek a bolygón. A lények kb. három méter magasak, kékek, és térdhajlatig érő farkuk van. Nyelvük és kultúrájuk is felfoghatatlanul különbözik az emberekétől, harmóniában élnek a környezetükkel, nincs technológiai civilizációjuk, és mélyen vallásosak. Az emberiség 2154-ben telepeket és bázisokat épít, hogy bányászni tudják az igen értékes kristályt, az unobtaniumot (kilója a Földön 20 millió dollárt ér). A kitermelést egy RDA nevű részvénytársaság végzi, az ellenséges környezet miatt egy zsoldoshadsereg védelme alatt. A problémát az okozza, hogy a na'vik „faluja”, a több száz méter magasba nyúló Otthonfa a legfontosabb unobtanium-lelőhely fölött található.
A fa környezetében észlelhető a Flux Vortexnek nevezett jelenség, ami az elektronikus és mágneses elven működő műszereket megbolondítja, így azok több kilométeres körzetben használhatatlanok. A kifejezés körülbelüli jelentése: „áramló örvény”.
Jake Sully, a deréktől lerokkant háborús veterán is a Pandorára utazik, hogy átvegye halott ikertestvére helyét egy tudományos programban, amelyben testvére kutatóként dolgozott.
Az RDA egyik tudósa, Dr. Grace Augustine kifejleszti az Avatar-projektet, melynek lényege, hogy egy ember DNS-eiből és egy na'viéból létrehoznak egy mesterséges hibridet, melybe képesek átmenetileg átmásolni az ember tudatát. A hibrid lényt nevezik „avatárnak”, ami önálló tevékenységre nem képes, egy embernek kell bonyolult berendezéseken keresztül irányítania. Jake vállalkozik rá, hogy avatár-testében beépül a na'vik közé. A kutatás mellett a zsoldosok parancsnoka, Quaritch ezredes titokban megbízza Jake-et, hogy végezzen felderítő munkát egy esetleges katonai akcióhoz, ha nem tudják rávenni az őslakosokat a békés költözésre. Cserébe megígéri neki, hogy a program végén egy gerincműtéttel „visszakapja a saját lábát”.
Jake azonnal kap a lehetőségen és élvezettel teszteli új testét, amelyben visszakapja a szabad és egészséges mozgás lehetőségét. Első bevetésén Grace és egy másik tudós, Norm Spellman avatárját kíséri el a dzsungelbe. Egy thanator elől menekülve elszakad társaitól és az éjszakát egyedül tölti az erdőben, amikor viperwolfok egész falkája tör rá. Életét egy na'vi lány, Neytiri menti meg, majd egy különös jelenés hatására a törzs vezetőihez viszik, ahol kiderül, hogy a lány a törzs vezetőjének lánya. Szülei úgy döntenek, hogy Jake velük maradhat és tanulhat. Neytirit bízzák meg a feladattal, hogy felügyelje és tanítsa őt. Jake egyre többször kapcsol át valódi teste és avatárja közt, kezdetben együttműködik a katonákkal és a tudományos programban is. Azonban egyre inkább egy na'vi szemével látja a világot, akik lassan befogadják s időközben beleszeret Neytiribe is. Amikor az RDA és a sereg úgy dönt, hogy lejárt a türelmi idő és megtámadják a na'vikat, átáll az ő oldalukra, mert rájön, hogy az emberek ezt a bolygót is csak felemésztenék a saját hasznukra. A véres összecsapás elkerülhetetlen.

## Szereplők[3]
| Színész            | Szereplő | Magyar hang        |
| ------------------ | --- | ------------------ |
| Sam Worthington    | Jake Sully: a film főszereplője, lerokkant háborús veterán. Ikertestvére halála miatt megkapja a lehetőséget egy na’vi avatár használatára.                                        | Széles Tamás       |
| Zoë Saldana        | Neytiri: az Omaticaya Klán hercegnője, Jake Sully tanítója. | Pikali Gerda       |
| Sigourney Weaver   | Dr. Grace Augustine: az Avatar-projekt megalkotója, amiben ő maga is részt vesz. Állandó vitákat folytat Parker Selfridge-dzsel.                                                   | Menszátor Magdolna |
| Stephen Lang       | Quaritch ezredes: az RDA katonai vezetője. Gyűlöli a pandorai életet, legfőképp a na’vikat.                                                                                        | Kőszegi Ákos       |
| Michelle Rodriguez | Trudy Chacon: női helikopterpilóta. A feladatai közé tartozik a tudósok szállítása a Pandorán.                                                                                     | Kéri Kitty         |
| Giovanni Ribisi    | Parker Selfridge: az RDA ügyvezetője. Kegyetlenségében egyenlő Quaritch-csal, ám csupán politikai benyomást tud gyakorolni másokra.                                                | Rajkai Zoltán      |
| CCH Pounder        | Mo’at: Neytiri anyja; az Omaticaya Klán spirituális vezetője (Tsahik). | Bánsági Ildikó     |
| Wes Studi          | Eytukan: Neytiri apja és Mo’at férje; az Omaticaya Klán vezetője (Olo’eyktan). | –                  |
| Laz Alonso         | Tsu’tey: Neytiri kijelölt jövendőbelije. | Papp Dániel        |
| Dileep Rao         | Dr. Max Patel: az Avatar-projekt egyik tudósa. | Zöld Csaba         |
| Joel David Moore   | Dr. Norm Spellman: az Avatar-projekt tudósa. Kezdetben tudatlansága miatt ferde szemmel néz Jake-re, és irigyli sikerei miatt. Ám később segíti Jake-et a na’vi nyelv tanulásában. | Előd Botond        |

## A film világa

### Élőlények
Cameron és a film más készítői szinte teljesen megalkották a film világát, a legapróbb részletig. George Lucas, a Star Wars-filmek rendezője és kitalálója azt mondta Cameron filmjéről, hogy csak néhányan képesek arra, hogy így kitaláljanak egy világot. Azt is hozzátette, hogy nem kizárható, hogy az Avatar átveszi majd a Star Wars helyét.
Mint kiderült, az összes pandorai élőlény kültakarójának egy részét (vagy egészét) egy lumineszcenciára képes anyag vonja be, melynek érdekes hatása, hogy világít a sötétben. Ez adja a pandorai éjszaka egyik szépségét: világító fák és bokrok, részben világító, hatlábú állatok.

#### Állatok

A thanator félelmetes és fürge ragadozó

A filmben rengeteg pandorai állatot mutatnak be:
- thanator: a pandorai állatok csúcsragadozója. Mint a legtöbb pandorai gerincesnek, neki is hat lába van, melyekkel képes hatalmas ugrásokra. Magassága körülbelül 4 méter. Tarkóján tollhoz hasonló szaruképződmények találhatók, melyek állásából következtetni lehet az egyed hangulatára.
- banshee/ikran: a na'vik egyik hátasa. Repülő, négy szárnnyal rendelkező hüllő. Pofáján jellegzetes taréjok találhatók. Legtöbbször zöld, kék, vagy narancssárga színekben fordul elő. Szárnyfesztávolsága a 14 métert is elérheti.
- leonopteryx/toruk: a pandorai levegő korlátlan ura. Az ikránok rokona, ám jóval nagyobb és vérszomjasabb azoknál. A na'vik nem próbálkoznak a szelídítésével (ez utoljára Neytiri ükapjának sikerült). Lovasát toruk makto-nak nevezik. A toruk szárnyfesztávolsága több mint 25 méter.
- tapirus: malacszerű aprócska állat. A ragadozókkal teli Pandora világán ez az állat tölti be a tökéletes zsákmány szerepét.
- direhorse: a na'vik szárazföldi hátasa. Sokban hasonlít a földi lovakra, ám azoknál nagyobb, és három pár lába van. Sörényük helyén nagy, érdekes hártya található, mely a hőháztartásban játszik szerepet. Lábai csíkozottak, mint a földi okapié. Testének többi része lila, kék, barna, vagy ezek keveréke.
- viperwolf: kis, hatlábú, szárazföldi ragadozó. Leginkább a földi hiénára hasonlít. Csoportban járnak vadászni. Nagyságuk egy magyar vizsláéval megegyező, bőrük színe éjfekete. Nagyon agresszív.
- prolemuris: fára mászó, majomszerű élőlény. Testének színe élénkzöld vagy kék. Hat végtaggal rendelkezik. Karjai könyékig egybenőttek, így furcsa hatást kelt. Orruk csupán apró lyuk. Egy méter hosszúak, és az sem kizárható, hogy képesek rövid idejű siklásra; nem agresszívak.
- hammerhead titanothere: nagy méretű, kalapácsfejű növényevő. Tarkóján nagy, változó színű tollakat visel. Annak ellenére, hogy kizárólag növényi táplálékokat fogyaszt, félelmetes és agresszív élőlény. Körülbelül 20 méter hosszú, sokszorta nagyobb, mint egy átlagos földi elefánt.
- medusa: medúza-szerű lények. A pandorai légkörben élnek, és hidrogénnel táplálkoznak. Méretük váltakozó lehet.
- tetrapteron (na'viul:fkio):hasonló az ikranokhoz, lila és négy szárnya van.

Természetesen még rengeteg további élőlénnyel találkozhatunk, de ezeknek a szerepe sokkal kiemelkedőbb és észrevehetőbb.

#### Növények

Jake Sully avatar-testében felfedezi a Loreyuk különleges képességeit

A pandorai növények kevésbé ismertek, ám rendkívül gyönyörűek, hiszen kültakarójuk több mint 90 százalékát olyan anyag vonja be, mely világít fényforrás hiányában. Csak három konkrét növényfajt ismerünk, ezek a következők:
- Helicoradian: más néven Loreyu. Az egész Univerzum egyik különös élőlénye. Magassága körülbelül három és fél-négy méter. Színe halvány narancssárga. Érdekessége, hogy érintésre behúzza magát a földfelszínbe, és néhány percig úgy marad. Külseje spirális alakban növekvő tölcsér alakú. Csoportokban él. A földi növények közül a karácsonyfaféreg (Spirobranchus giganteus) nevű tengeri élőlényre hasonlít.
- Octoshroom: egy óriási gombafaj.
- Lelkek Fája: a na'vik hívják így (na'vi nyelven: Aybetraya Ramunam), tudományos neve még nincs. Ez a na'vik egyik fontos szimbóluma. Méretei egy diófáéval megegyezők. Lombjai és ágai fűzfaszerűen lekonyulnak, levelei akár két méter hosszúak is lehetnek. A levelek színe fehér, szélességük nagyjából két centi. Levelei folyamatosan világítanak. Az élő és az elhunyt na'vik kollektív emlékeit tárolja, ezért szent élőlényként tisztelik. A magjaiból (atokirina) kikelő új fák neve: régi hangok fái (Vitrautral).
- Otthonfa (na'viul: kelutral):az Omaticaya klán lakhelye. Több száz méter magas, hatalmas palánkgyökerek támasztják. Belsejében egy spirál található, a na'vik ezen közlekednek. Belső szerkezete gyűrűs, a második gyűrűnél található az ikranok lakhelye. A na'vik faluja a fa alatt található.

#### Na'vik

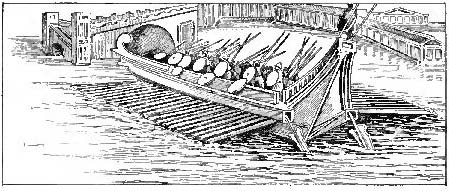
Na'vik: Tsu'tey és Ejtukan

A na'vik 3 méter magas, érző, értelmes, humanoid lények. Anatómiájukban erősebbek, mint az emberek, nem rendelkeznek modern technikával (íjjal és késsel vadásznak). Bőrük alapszíne kék, rajta apró ezüstpöttyöcskéket látni, melyek alatt idegvégződések találhatók. A na'viknak vékony, nagyjából lábszárközépig érő farkuk van, és egy különleges végződés a hajukban, (úgy nevezett kuru) mellyel a gondolataikat összekapcsolhatják egy adott lénnyel, ezt a tulajdonságukat hátasaik és szárnyasaik közvetlen tudatához való kapcsolódásban használják, így azok harmonikusan együttműködnek velük. Az emlékfához is ezzel kapcsolódnak. Ez a tulajdonságuk azért is kiemelkedő, mivel nem egyszerűen a tudatukat kapcsolják össze, hanem hallják és érzik egymás levegővételét, szívdobogását; emiatt a közvetlen kapcsolat miatt állataikkal szoros barátságok is kialakulhatnak.
Orrnyergük széles, orruk általában lapos és hirtelen ér véget, összességében macskaszerű, akárcsak füleik. Szemük színe sárga, mérete kétszerese egy átlag emberi szemgolyónak. Szőrzetük nincs. Csontjaik természetes karbonszálakat tartalmaznak, emiatt rendkívül ellenállóak. Tökéletesen alkalmazkodtak Pandora környezetéhez. Sokszor viselnek nyakláncot vagy más, maguk által készített ékszereket. Végtagjaikon négy ujj van. (Megjegyzendő, hogy ezzel szemben az emberi avatároknak 5 ujjuk van).
Harmóniában élnek a természettel, és szigorúan elítélik a természet és az élet pusztítását, bármilyen ok miatt történjék is. Egyik nagy és jelentős szimbólumuk a Lelkek Fája, egy fehér, vékony és több méter hosszú levelű fűzfaféle. Ez a fa az egyik legszentebb helyük, csak törzstag jöhet el ide, és itt imádkoznak Ejvá-hoz is, az élet Istennőjéhez. A Na'vik megformálása és karaktere nagyban hasonlít a felvilágosodás korban virágzó „nemes vadember” idea mintához.

#### Na'vi nyelv
Cameron olyan részletekre is odafigyelt, mint a filmben megjelenő Pandorán élő őslakosok, a na'vik nyelve. Már évekkel a film elkészülése előtt felkérték Paul Frommert, a Dél-kaliforniai Egyetem nyelvészprofesszorát a nyelv megalkotására. Cameron saját maga alkotta meg az első néhány kulcsfontosságú szót, és ezzel adott iránymutatást Frommernek, aki innentől teljesen szabad kezet kapott, azzal a kikötéssel, hogy a nyelv jó hangzású és könnyen megtanulható legyen.
A nyelv közel 500 szóval és jórészt körülírt nyelvtannal rendelkezik, de Frommer szándéka a nyelv továbbfejlesztése. Az oldalon már létezik magyar szekció is, így a folyamatosan bővülő tudásanyag már jórészt magyarul is elérhető.

### Pandora
A Pandora a Polythemus/Polyphemos gázóriás körül kering (a bolygónak a Pandorával együtt legalább 4 holdja van). Átmérője 11 447 km, tömege 0,72 földtömeg, felszíni gravitációja 0,8 g, a légkör sűrűsége 1,2 (a földihez képest), felszíni nyomás 1,1 (a földihez képest).
A Polythemus az Alfa Centauri A nevű bolygórendszer tagja, mely a Földtől 4,37 fényévnyire található, így viszonylag, csillagközi mértékkel mérve közel van hozzánk. A hold egy buja esőerdő által borított égitest, amelyen változatos, gazdag élővilág és változatos bioszféra él.
Az unobtanium nevű szobahőmérsékleten is szupravezető anyag is található a holdon, melynek nagyon nagy az értéke. Ez az érc szupravezetői tulajdonságai révén mágneses térben képes lebegni, így bizonyos lelőhelyek is lebegnek. A Pandorán így egészen különleges tájak is találhatók, ahol a gravitáció törvényének látszólag ellenszegülő, hatalmas lebegő sziklák találhatók.
Nitrogén-oxigén légköre 18% szén-dioxidot tartalmaz, ezért az emberek képtelenek lélegezni benne, ehhez gázálarcot kell használniuk. A gyakori vulkánkitörések hidrogén-szulfidokat bocsátanak a légkörbe. A földiek által használt gázálarcnak ezt az összetevőt is el kell távolítania a széndioxiddal együtt. 5,5% xenon felelős a légkör nagyobb sűrűségéért. A gázok kellemetlen reakciókat váltanak ki: köhögést, a nyálkahártyák irritációját, húsz másodpercen belüli eszméletvesztést és négy percen belüli elhalálozást. Az exo maszk nevű készülék, amelyet lélegeztetőgépből fejlesztettek ki, lehetővé teszi a könnyített felszereléssel való túlélést a Pandorán. Két hét használat után a felgyülemlett sárszerű szenny eltömíti a szűrő pórusait. A szűrőbetétek folyó víz alatti óvatos mosással felújíthatók, s gondos karbantartás mellett korlátlan ideig használhatók maradnak.
Mivel a növényeknek nincs szükségük fotoszintézisre, mert a naprendszer napja is más szerkezetű, leveleik pirosak, barnák, még lilák is tudnak lenni. Éjjel a növények színüknek megfelelően képesek világítani. A Pandorán élő állatfajoknak általában hat lábuk van (például a na'vik hátasainak vagy a Thanatornak), így az emberek számára igen különleges a bolygó egész élővilága.

### Az emberek által használt gépek
Az emberek sokfajta gépet használtak a filmben:

#### RDA Scorpion Gunship
Ez a légi jármű egy helikopter és egy vadászgép kombinációja. Könnyen irányítható, hasznos a légi csatákban, de egységek szállítására is alkalmas. Géppuskákkal és rakétákkal felfegyverezve.

#### Harci robotok
Ezek a erős gépezetek az emberi erő kiterjesztésére alkalmasak. Quaritch ezredes egy ilyenben vívta végső csatáját.

## Háttér
Elkészítéséhez rengeteg technikai újítást és trükköt alkalmaztak, melyek nagy részét maga Cameron találta ki és valósította meg. Érdekessége, hogy már korábbi filmje, a Titanic elkészítése előtt kiötlötte a történetet, a forgatókönyvet azonban csak a film bemutatása után írta meg. Cameron úgy vélte, hogy az Avatart nem tudta volna megvalósítani az akkori technológiával, ezért félretette filmtervét.
Amikor 2002-ben a mozikba került Peter Jackson rendezésében a Gyűrűk Ura-sorozat második része, James Cameron Gollam karakterét látva le volt nyűgözve és rájött, a számítógépes grafika lehetőségei fejlődtek annyit, hogy elkészíthesse az Avatart, így komolyabban elkezdett foglalkozni a filmmel. A film elkészítése két évet vett igénybe, a végeredmény pedig egy 40%-ban élőszereplős, 60%-ban számítógépes grafikákkal készített kasszasiker lett, mely a világ legelső, teljesen 3D-s élményt nyújtó filmje.

### Különleges technikák
A film elkészítéséhez Cameron kifejlesztett egy különleges 3D-s kamerát, amely két kamera együttese. A két lencse funkciója az emberi szem térbeli látásának utánzása. Ezzel a technikával a rendező úgy tudta leforgatni a filmet, hogy a felvett tárgyak, színészek valódi háromdimenziós képét kapjuk eredményül. A 3D-s kamera másrészt egy virtuális kamera, vagyis számítógépekre csatlakoztatva valós idejű képet képes alkotni és a színészek egy virtuális térben folyamatosan láthatók.
A forgatás során ún. „motion capture” (kb. mozgásérzékelés) technikát is alkalmaztak, amely képes a színészek mozgását rögzíteni és virtuális képmásukat létrehozni. A mozgás rögzítéséhez jelzőpontokkal ellátott ruhára van szükség. A ruhák mellett műhajat is használtak, mert a haj animációja túl sok nehézséget okozott volna.

### Forgatási helyszínek
A film nagy részét stúdiókban forgatták. Cameron elvitte az egész stábot Hawaii dzsungeleibe tréningezni, hogy megtapasztalják, milyen körülmények uralkodhatnak a Pandorán.

### Trükkstúdiók
- Skywalker Sound: hang utómunkálatok
- Weta Digital Ltd.: vizuális trükkök, animáció
- Industrial Light & Magic: vizuális trükkök, animáció
- Stan Winston Studios: vizuális trükkök
- Framestore: vizuális trükkök
- Prime Focus: vizuális trükkök, animáció
- Hybride: vizuális trükkök
- Hydraulx: vizuális trükkök
- Buf: vizuális trükkök
- Blur Studio: vizuális trükkök
- Pixel Liberation Front: vizuális trükkök
- Spy Post: képernyő grafikai tervezés

## Forgalmazás és marketing
2007 januárjában adtak hírt az Avatarról: a Fox Filmed Entertainment elnökei Jim Gianopulos és Tom Rothman bejelentették, hogy Cameron irányítása alatt 2007 áprilisában kezdődik a forgatás. Az eltelt két év alatt nem sok hír került elő róla, csupán néhány Concept Art. Július 23-án, 12:45 és 2:00 között Cameron és a film egyéb készítői rövid tájékoztatót adtak a filmről. Augusztus 21-én Avatar Dayt, vagyis Avatar Napot tartottak, amikor a világ legtöbb mozijában (Magyarországon is) megnézhettek 15 percet a filmből, az új, három perces előzetessel és James Cameron személyes tájékoztatójával együtt. A vetítésekről számoló kritikák vegyesek voltak, többségében pozitív visszajelzéseket tapasztalhattak a készítők.
Szeptember elejére megjelent az első néhány hivatalos kép és poszter. Az első előzetes, a teaser-trailer nem nyerte el a kritikusok tetszését, ám az október végén a mozikba és a netre felkerülő, három és fél perces, rengeteg információt és spoilert tartalmazó már igen. Ezután szinte egy csapásra beindult az Avatar marketingje, csaknem naponta kerültek elő werkfilmek, TV-spotok és interjúk. A South Park készítői, a McDonald’s és az LG is reklámozta a filmet. Rengeteg filmes blogon olvashattunk újabbnál újabb híreket. Cameron alig látszott ki a különböző meghívások, marketing-események, interjúk közül, többek közt részt vett a 60 Minutes című amerikai show egyik adásában, ahol beszélhetett a részben általa kitalált technikákról, melyek szerves részét képzik az Avatarnak.
November 24-én a hivatalos honlap megújult, és bárki letölthetett egy speciális programot, mellyel megtekinthető az ún. interaktív előzetes, ami információkat közölt a karakterekről, a lényekről és az emberi járművekről. December 3-ától lehetett jegyeket foglalni mind az IMAX 3D-s, a sima 3D-s és a hagyományos mozik vetítéseire, a helyek gyorsan elfogytak. Szintén 3-án, (Kanadában már 2-án) sugározta a FOX televíziós csatorna a Dr. Csont azon epizódját, melyben a szereplők sorban állnak az Avatar jegyeiért. Dupla csavart jelent a promócióban, hogy az egyik Avatar-rajongó (Joel Moore) mind a sorozatban, mind a filmben játszik. 7-én került fel az internetre egy majdnem négyperces dokumentumfilm a Pandora elhelyezkedéséről és élőlényeiről.
Ben Stiller is reklámozta a filmet, mikor Conan O'Brian showjában szerepelt. December 14-én a film két főszereplője és a rendező egyik beszélgetése került fel az internetre, melyben tájékozódhattunk a film forgatásának egyéb körülményeiről.

## Fogadtatás

### Bevételek
Már hónapokkal a film premierje előtt több készítő is elmondta, hogy kétlik, hogy az Avatar bukás lenne. Jim Gianopulos, a Fox-cég egyik alkalmazottja elmondta, hogy ki van zárva, hogy a film ne a várt eredményeket érje el, és úgy vélte, hogy a nézők 90%-ának tetszeni fog. Több mozis oldal (köztük hivatalosak is) már december 3-a után a kasszasiker-filmek listáján az Avatart az első helyre helyezte, az akkor már majdnem egy hete a mozikba került Twilight-saga új filmjével, a Alkonyat – Újholddal szemben, ami talán kissé elhamarkodott döntés volt, de jelezte, hogy Cameron nem egy nagyszabású film rendezésére várt már csaknem 17 éve.
A premier utáni első hétvégén csaknem 77 millió dollár bevételt hozott Amerikában, világviszonylatban pedig 242 milliót. Magyarországon az első hétvégén 97 845-en voltak kíváncsiak a filmre.[forrás?]
Cameron eddigi legsikeresebb filmje, a Titanic összesen 1,8 milliárd dollár bevételt hozott. Az Avatar már a bemutató után egy hónappal 1,6 milliárd dollár bevételt ért el. 2010. január 25-én megelőzte a Titanicot, és a legnagyobb bevételt elérő film lett: 2010. április 28-ig 2 721 433 508 dollár jegyárbevételt ért el világviszonylatban.

### Kritikai fogadtatás
A film premierje előtt megjelenő különböző előzeteseket vegyesen fogadták a kritikusok. Amerikában nagyjából jó eredményeket értek el, Magyarországon azonban több hivatalos oldal is lebecsülte.
A világpremier és a sajtóvetítések utáni friss kritikák csaknem száz százalékosan pozitívak voltak, az addig negatív véleményeket szavaló kritikusok is megváltoztatták korábbi álláspontjukat. Sokan dicsérték a filmet, mondván, a filmkészítés új és jelentős fejezetének egyik első tagja lehet. A Rotten Tomatoes oldalán 82%-os eredményt ért el. Több kritikus nem tartotta igazán eredetinek a történetet.

### Az Avatar folytatása
Nem sokkal a film bemutatója után Cameron és Jon Landau bejelentették: trilógiává bővítik az Avatart. A folytatás bemutatását többszörösen el kellett halasztani, végül 13 év után kerülhetett a mozikba a követklező rész, mely a Avatar: A víz útja címet kapta.

## Egyéb

### Könyvek

#### James Cameron's Avatar: The Na'vi Quest
A 64 oldalas könyv röviden ismerteti a film fő cselekményszálait, főleg a fiatalabb (6-12 éves) korosztályt megcélozva.

#### Avatar: The Field Guide to Pandora
Ez a könyv a természetjáró zsebkönyvekhez hasonlóan mutatja be a Pandora hold gazdag növény- és állatvilágát, ökoszisztémáját, valamint a na'vi népcsoportot. A könyv nem annyira zsebkönyv, hiszen 192 oldalon részletezi a világot. Magyarországon 2010. április 16-án jelent meg az Egmont kiadó gondozásában.

#### James Cameron's Avatar: The Movie Scrapbook
Ez az alkotás a filmhez tartozó képeskönyv, ami 48 oldalon keresztül foglalja össze képekkel illusztrálva az Avatar világát.

#### James Cameron's Avatar: The Reusable Sticker Book
Megjelenik egy matricás album jellegű könyv is. A címe alapján nem a klasszikus beragasztgatós oldalakkal fog rendelkezni, hanem időtállóbb, mindenhova felragasztható, kivehető matricákkal. November 24-től mégis akár már több mint száz különféle kis kép cserélhet gazdát, kerülhet fel, akár egy bögrére is.

#### The Art of Avatar: James Cameron's Epic Adventure
A film látványtervének, járműveinek és lényeinek bemutatását célul kitűző alkotás. A 108 oldalas könyvben az alkotófolyamat minden részletéről szó esik majd, beleértve a háromdimenziós technikát is. Több mint száz kép illusztrálja a könyvet, amelynek előszavát Peter Jackson írta, aki az Avatar fő vizuális effektus műhelyének, a WETA-nak egyik alapítója. A kötet magyar nyelvű kiadása 2010. március 24-től kapható.

### Filmzene
Az Avatar: Music from the Motion Picture címmel jelent meg a film zenéjét és betétdalait tartalmazó CD. Az Avatar zenéjét James Horner szerezte. A film betétdalát, az I See You című dalt Leona Lewis előadásában hallhatjuk.

#### Dalok
1. "You Don't Dream In Cryo..."
2. Jake Enters His Avatar World
3. Pure Spirits of the Forest
4. The Bioluminiscence of the Night
5. Becoming One of "The People" Becoming One With Neytiri
6. Climbing Up "Iknimaya – The Path To Heaven"
7. Jake's First Flight
8. Scorched Earth
9. Quaritch
10. The Destruction of "Hometree"
11. Shutting Down Grace's Lab
12. Gathering all the Na'vi Clans for Battle
13. War
14. I See You (a film betétdala)
15. Into The Na'Vi World (Bonus)

### DVD és Blu-ray
Az Avatar szokatlan módon, moziba kerülése után alig négy hónappal jelent meg DVD-n és Blu-Ray-en egyaránt. Az Egyesült Államokban, 2010. április 22-én, Magyarországon (az InterCom Zrt. gondozásában) április 28-án jelent meg. A nemzetközi kiadás előtti másfél hónapban Cameron és Jon Landau rengeteg sajtókonferenciát tartott, melyben információkat közöltek a DVD-ről és Blu-Rayről.
2010 novemberében a film 3-féle változatban jelenik meg Blu-ray-n:
- az eredetileg bemutatott változat
- egy 9 perccel hosszabb változat
- egy 16 perccel hosszabb változat[10](2010-08-27)

## Fontosabb díjak és jelölések
A díjak félkövérrel vannak jelölve.
Golden Globe-díj (2010)
- díj: legjobb filmdráma
- díj: legjobb rendező – James Cameron
- jelölés: legjobb eredeti filmzene – James Horner
- jelölés: legjobb eredeti filmbetétdal
- jelölés: Simon Franglen, Kuk Harrell és James Horner: I See You

BAFTA-díj (2010)
- jelölés: legjobb film
- jelölés: legjobb rendező – James Cameron
- jelölés: legjobb operatőr – Mauro Fiore
- jelölés: legjobb vágás – Stephen Rivkin, John Refoua és James Cameron
- jelölés: legjobb filmzene – James Horner
- jelölés: legjobb hang – Christopher Boyes, Gary Summers, Andy Nelson, Tony Johnson, Addison Teague
- jelölés: legjobb vizuális effektusok – Joe Letteri, Stephen Rosenbaum, Richard Baneham, Andrew R. Jones
- jelölés: legjobb díszlettervező – Rick Carter, Robert Stromberg, Kim Sinclair

## A film hatása
A filmet megnéző számtalan rajongó a filmben felvázolt idealizált pandórai világ hatására utólag szomorúságról és depresszióról számolt be. A legtöbben közülük azt bánják, hogy – mint kitalált helyszín – soha sem látogathatnak el a Pandórára. Egyik rajongó így írt: „Tegnap megnéztem az Avatart. Ma reggel, amikor felébredtem, a világ szürkének tűnt és értelmetlennek. Egyáltalán nem látok semmi okot rá, hogy ezt az egészet tovább folytassam. Egy haldokló világban élek.”
Kína déli részén találhatók a „Déli Égbolt Oszlopai”-nak hegyei (angolul: Sky Column Mountains). 2008-ban egy hollywoodi fotográfus fényképezte a helyszínt, ami inspirációt adott a filmhez. 2010-ben a hegyek nevét megváltoztatták „Avatar Halleluja hegység”-re.